# کاژنگتسا
کاژنگتسا (به لهستانی:  Karznica) یک روستا در لهستان است که در گمینا پوتنگووو واقع شده‌است.
 کاژنگتسا  ۲۰۳ نفر جمعیت دارد.